# سليمان بن المغيرة
سليمان بن المغيرة، الإمام الحافظ، القدوة أبو سعيد القيسي، البصري، مولى بني قيس بن ثعلبة، من بكر بن وائل.
أخبرنا أبو الفضل أحمد بن هبة الله، أو ابن أبي عصرون، أنبأنا عبد المعز بن محمد، أنبأنا تميم بن أبي سعيد، أنبأنا أبو سعد الكنجروذي، أنبأنا أبو عمرو بن حمدان، أنبأنا أبو يعلى الموصلي، حدثنا شيبان، حدثنا سليمان بن المغيرة، عن ثابت، عن أنس قال: كنا عند عمر  بالمدينة، فتراءينا الهلال، وكنت رجلا حديد البصر، فرأيته، وليس أحد يزعم [ ص: 416 ] أنه رآه غيري، فجعلت أقول لعمر: أما تراه؟ فجعل لا يراه، قال: يقول عمر: سأراه وأنا مستلق على فراشي . . . وذكر الحديث. [ ص: 417 ] أخبرنا عمر بن عبد المنعم: أنبأنا أبو القاسم بن الحرستاني حضورا، أنبأنا أبو الحسن بن مسلم، أنبأنا ابن طلاب، أنبأنا ابن جميع، حدثني محمد بن عبد الرحيم بن سعيد الدينوري ببغداد، حدثنا عبد الله بن سنان بن مالك السعدي، حدثنا سليمان بن حرب، حدثنا سليمان بن المغيرة، عن ثابت عن أنس قال: رأيت رسول الله ﷺ والحلاق يحلقه، وقد اجتمع أصحابه، فما تسقط من شعرة إلا بيد رجل، ويقع في «الجعديات» من عواليه.
حدث عن: الحسن البصري، ومحمد بن سيرين، وحميد بن هلال، وثابت بن أسلم والجريري، وأبي موسى الهلالي، ووالده المغيرة لم يزد شيخنا المزي على هؤلاء.
روى عنه: الثوري، وأبو أسامة، وبهز بن أسد، وأبو داود، وأبو عامر العقدي، وابن مهدي، وعبد الصمد التنوري، وأسد بن موسى، وحبان بن هلال، [ ص: 418 ] وعبد السلام بن مطهر، وعمرو بن عاصم، وعلي بن عبد الحميد المعني، وموسى بن إسماعيل التبوذكي، ويحيى بن آدم، ومسلم بن إبراهيم، وشيبان بن فروخ، وخلق.
روى موسى بن إسماعيل، عن سليمان بن المغيرة: قال أيوب السختياني: ليس أحد أحفظ لحديث حميد بن هلال من سليمان بن المغيرة وقال وهيب: كان يقول لنا أيوب: خذوا عن سليمان بن المغيرة. وكنا نأتيه في ناحية، وأبوه قاعد في ناحية. وقال قراد أبو نوح: سمعت شعبة يقول: سليمان بن المغيرة سيد أهل البصرة. وقال أبو داود الطيالسي: حدثنا سليمان بن المغيرة، وكان خيارا من الرجال. قال يعلى بن منصور الفقيه: سألت ابن علية عن حافظ أهل البصرة، فذكر سليمان بن المغيرة.
قال خالد بن نزار: سمعت سليمان بن المغيرة يقول: قدم علينا البصرة سفيان الثوري، فأرسل إلي، فقال: بلغني عنك أحاديث، وأنا على ما ترى من الحال، فأتني إن خف عليك. فأتيته، فسمع مني. قال الخريبي: ما رأيت بالبصرة أفضل من سليمان بن المغيرة، ومرحوم بن عبد العزيز. وروى أبو طالب عن أحمد بن حنبل قال: هو ثبت، ثبت. وروى الكوسج، عن يحيى بن معين، قال: ثقة ثقة. وقال ابن المديني : لم يكن في أصحاب ثابت أثبت من حماد بن سلمة [ ص: 419 ] ثم سليمان بن المغيرة، ثم حماد بن زيد وقال محمد بن سعد: كان سليمان بن المغيرة ثقة ثبتا.
قال أبو داود الطيالسي، قال: كنا عند شعبة، فجاء سليمان بن المغيرة يبكي، قال: مات حماري، وذهبت مني الجمعة، وذهبت حوائجي. فقال شعبة: بكم أخذته؟ قال: بثلاثة دنانير . قال شعبة: فعندي ثلاثة دنانير، والله ما أملك غيرها، ثم دفعها إليه.

## وفاته
قال محمد بن محبوب : مات سليمان بن المغيرة سنة خمس وستين ومائة .